# Livet är en fest
Livet är en fest är ett musikalbum av Nationalteatern, inspelat i maj 1974 och utgivet senare samma år på skivbolaget MNW.
Skivan kom att bli gruppens genombrott. Här återfinns några av gruppens mer kända låtar som titelspåret "Livet är en fest", "Speedy Gonzales" och "Hanna från Arlöv". "Livet är en fest" framfördes ursprungligen i en pjäs med samma namn, i vilken tre ungdomar med namnen Greven, Plast och Clown gradvis sjönk ner i alkoholism.[källa behövs] Tagen ur sitt sammanhang kan den lätt uppfattas som alkoholromantisk. "Speedy Gonzales" handlar om droger och drogpolitik och "Hanna från Arlöv" om en vild strejk på ett tvätteri.[källa behövs] "Mr John Carlos" handlar om John Carlos som gjorde en black power-hälsning under prisceremonin i OS 1968.
Skivan rankades av Sonic Magazine i juni 2013 som det 47:e bästa svenska albumet någonsin.

## Låtlista

### Sida A
1. "Jack the Ripper" (Anders Melander/Peter Wahlqvist) - 4:48
2. "Plast's sång" (Ulf Dageby) - 3:44
3. "Stena Olssons Compagnie" (Trad. Arr: Anders Melander/Peter Wahlqvist) - 3:07
4. "Mr. John Carlos" (Ulf Dageby) - 6:43
5. "Innerst inne" (Anders Melander/Peter Wahlqvist, fritt efter Jesper Jensens "Sang om bevidsthed") - 3:16

### Sida B
1. "Livet är en fest" (Ulf Dageby) - 4:16
2. "Speedy Gonzales" (Anders Melander) - 4:09
3. "Paradisets berg" (med panflöjt) (Nationalteatern) - 2:01
4. "Lägg av!" (Anders Melander) - 2:28
5. "Hanna från Arlöv" (Ulf Dageby) - 3:41
6. "Bängen trålar" (Anders Melander/Hans Mosesson) - 4:15

Total speltid: 42:28

## Listplaceringar
| Lista (1975) | Topplacering |
| ------------ | ------------ |
| Sverige      | 48           |